# لويس جوتمان
لويس جوتمان (بالإنجليزية: Louis Guttman)‏ (بالعبرية: לואיס גוטמן) مواليد 10 فبراير 1916 في نيويورك - الوفاة 25 أكتوبر 1987 في منيابولس، الولايات المتحدة، وهو عالم كان يهتم بالكيمياء والرياضيات غير أن جميع الدرجات الجامعية التي حصل عليها من جامعة مينيسوتا (البكالوريوس سنة 1936 والماجستير سنة 1939 والدكتوراة سنة 1942) كانت في علم الاجتماع مع خبرة في القياس الاجتماعي وقد تلقى ما يكفي من المساقات العملية في القياس النفسي أيضاً.

## السيرة الذاتية
في عمر الثالثة انتقلت عائلة لويس ذات الأصل الروسي إلى منيابولس في الولايات المتحدة الأمريكية.
درّس جوتمان في جامعة كورنيل (1941-1950)، إيتاكا، نيويورك. وخلال الحرب العالمية الثانية (1941-1945) شغل منصب خبير استشاري في فرع البحوث في وزارة الحرب. تضمن عمله تقييم معنويات وروح الجيش الأمريكي. نتج عن ذلك العمل المجلد الرابع من كتاب الجند الأمريكي والذي كان جتمان المؤلف المشارك له كما نشر في العديد من الصحف والكتب، بما في ذلك أكثر من 300 صفحة في Psychometrika.
سنة 1943 تزوج جوتمان من روث هالبرين ورزق معها بثلاثة أطفال هم أدي ونوريت ودافني. وانتقل مع عائلته إلى إسرائيل سنة 1947 بدعم من زمالة ما بعد الدكتوراه من مجلس بحوث العلوم الاجتماعية. وقد أسس جوتمان المعهد الإسرائيلي للبحوث الاجتماعية التطبيقية وقد عمل كمدير علمي فيه لمدة أربعين عاماً.
درّس جوتمان في الجامعة العبرية في القدس (1955-1987)، وكان في أوقات مختلفة أستاذا زائرا في كل من جامعة هارفارد، معهد ماساتشوستس للتكنولوجيا، جامعة ولاية ميشيغان، جامعة ميشيغان، جامعة مينيسوتا وجامعة تكساس وأوستن.

## الوفاة
توفي جوتمان يوم الأحد 25 أكتوبر 1987 عن عمر يناهز 71 عاما، أثناء زيارته للولايات المتحدة الأمريكية بهدف إلقاء محاضرة وتلقي علاجه.

## الجوائز
من بين الجوائز الكثيرة التي تلقاها جوتمان:
- جائزة روتشيلد للعلوم الاجتماعية (1963).
- جائزة إسرائيل في العلوم الاجتماعية (1978).[3]
- خدمة الاختبارات التربوية جائزة الخدمة المتميزة للقياس (1984).
- جائزة Dinerman هيلين من الرابطة العالمية لبحوث الرأي العام (1988).

## أعماله
أثناء تواجده في جامعة شيكاغو للحصول على درجة الزمالة بعد الدكتوراة اهتم جوتمان بالتحليل العاملي. وقد ابتكر العديد في العلوم الاجتماعية بما في ذلك مواضيع مثل الرياضيات والنظرية الاعتمادية والنظرية والممارسة في التحليل العاملي، وقد خصص جانب كبير من أعماله في القياسات النفسية والاجتماعية، وتعد أكبر مساهمة لجوتمان في مجال العلوم الاجتماعية هي ابتكاره القياس التراكمي، أو Analysis Scalogram، أو Guttman Scale.

## الوصلات الخارجية
- Guttman Center